# メタリカ
メタリカ（英語: Metallica）は、アメリカ合衆国出身のヘヴィメタル・バンド。1981年に同国西海岸にて結成。2019年までにアルバム総売上枚数が世界中で1億2000万枚を記録するなど、ヘヴィメタルバンドとして世界的に最も成功を収めた。同時期に活躍したメガデス、アンスラックス、スレイヤーとともに「スラッシュ・メタル四天王」の一角として認知されている。
『グラミー賞』で8度受賞（18度のノミネート）し、2009年に『ロックの殿堂』入り。ローリング・ストーン誌選出「歴史上最も偉大な100組のアーティスト」では61位にランクし、同誌の読者が選出した「最高のメタル・バンド　ベスト10」では1位を記録。ウォール・ストリート・ジャーナルの「史上最も人気のある100のロックバンド」では8位にランクした。

## バンド名の由来
Metallicaはラテン語で「金属」という意味である。ラーズの友人であるプロモーターのロン・クインターナが新しいメタル雑誌の名前を『Metallica』にしようとした際、ラーズが別の名前『Metal Mania』を提案し、『Metallica』という名前を自分とジェイムズが始めたバンド名（本バンドのこと）にすることに決めた。

## 各アルバムでの楽曲構成の変化
スラッシュメタルの先駆者と称されるが、時代の音楽性の変遷ととも楽曲の構成が変化していくことも大きな特色となっている。
1983年のデビュー作『キル・エム・オール』ではダイアモンド・ヘッドなどのNWOBHMとモーターヘッドの両者の影響を存分に受けた、ハードコア的でもあるヴァイオレントさの横溢するスピードメタルの作品。レコーディングメンバーは、ジェイムズ・ヘットフィールド、ラーズ・ウルリッヒ、カーク・ハメット、クリフ・バートンの四人だが、デモ版はリードギターをデイヴ・ムステインが、ベースをロン・マクガヴニーが担当していた。しかし、後述のトラブルによりアルバム正式発表前に両者とも脱退したため、カークとクリフに変更して再レコーディングされた。その為、ギターソロがデモ版とアルバム版で異なっている。
1984年の2作目『ライド・ザ・ライトニング』、1986年の3作目『メタル・マスター』では音楽スクール出身のクリフが作曲に携わったことで、叙情的なフレーズが多く盛り込まれ、楽曲に構成が持たらされた。
ベーシストがジェイソン・ニューステッドに交代した後の1988年の4作目『メタル・ジャスティス』でもそれが尊重され、より複雑な拍子の楽曲が多く収録されるなどの意欲的作品となっているが、その一方でベースのサウンドが全く聞こえないことなどで一部批判的な反応もあった。
1991年の5作目『メタリカ』（通称『ブラック・アルバム』）は、メタリカの人気をより不動のものにした大きなターニングポイントとなる作品となる。多くの収録曲がスピードよりもグルーヴを重視した作風に変化し、当時のヘヴィメタルに留まらず、後のニューメタルやラウドロック等のロック・シーンに多大な影響を与えた。
このグルーヴへの傾倒は、1996年の6作目『ロード』、翌1997年の7作目『リロード』において決定的となり、メンバーの音楽的なバックグラウンドを反映させた多彩なアプローチを盛り込んだオルタナティヴ・ロックに傾斜し、再びヘヴィメタルシーンにおいて広く影響を与える作品となった反面、この路線を受け入れられない旧来のファンも多く見られた。
1998年にはカバー・アルバム『ガレージ・インク』を発表。ダイヤモンド・ヘッド、シン・リジィ、レーナード・スキナード、ブラック・サバス、ミスフィッツなど27曲をカバー。ライブではいずれかの曲をよく披露する。

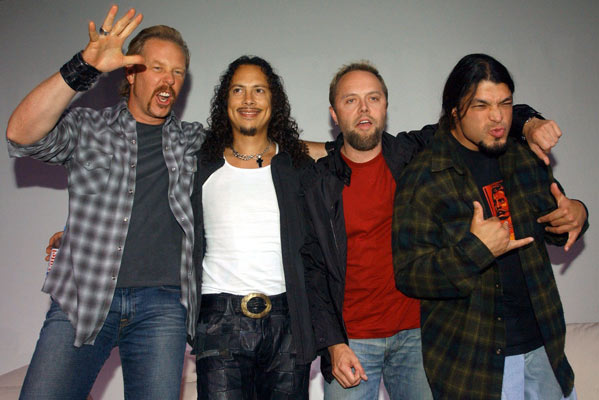
2003年のグループショット

2003年発表の8作目『セイント・アンガー』は、現在においても彼らのキャリアの中で異色のアルバムであり、殆どがドロップC（ドロップD+1音下げ）のチューニングで演奏し、非常に重く仕上げられている。全曲を通じてギターソロがなく、リフだけに徹底して作りこまれている。制作当時は『リロード』まで在籍していたジェイソンが脱退し、ロバート・トゥルヒーヨが加入する直前であったためベーシストが不在で、プロデューサーのボブ・ロックがベースを弾いている。
2008年に発表された9作目アルバム『デス・マグネティック』では、リック・ルービンをプロデューサーに迎え、ロバートが参加する初のアルバムとなる。スラッシュメタルに回帰した、とメンバーは語っており、初期のような疾走感を強調した作風である。

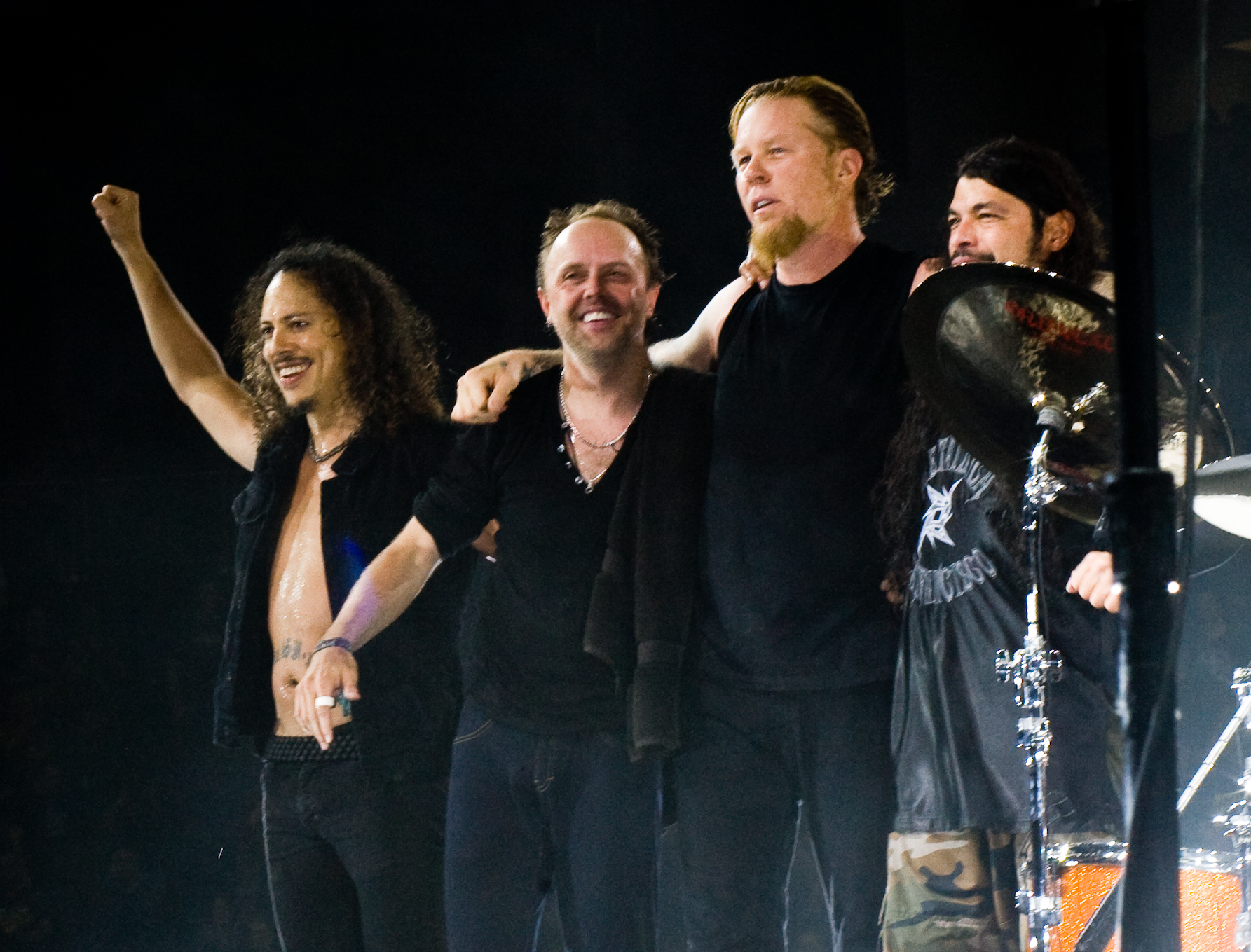
2008年のグループショット

ロバートは、5弦ベースをフィンガーで演奏するスタイルでバリエーションの広い表現が盛り込まれ、シンプルなリフが多く、プロモーションも手助けし広い分野でのアーティストから高く評価される1枚になっている。
2011年に、ルー・リードと共作のアルバム『LuLu』を発表。全曲を通じて、メタリカのヘヴィなサウンドにルーの独特な歌い回しを乗せるもので、昨今のロックシーンをリードした人物同士によるコラボレーション作品として、高い評価を得ている。またこのアルバムでのサウンド作りは、後述するアルバム2つの基盤にもなっている。
2016年に10作目『ハードワイアード…トゥ・セルフディストラクト』が8年振りに発表される。本作品は前作よりもシンプルなリフ構成で作られ、ストレートでキャッチーなリフやメロディの楽曲が多く、発売から数か月間で全世界140カ国の音楽チャートで1位を記録した。また、2015年12月に他界したレミー・キルミスターへ捧げた「Murder One」も収録。
歌詞の題材は、自己の内面や死、孤独、狂気、核戦争、司法システムの矛盾、表現の自由などシビアな内容が多く、その中で文学作品や映画からのインスパイアも少なくない。
レッド・ホット・チリ・ペッパーズのフリーは、「彼らは、どのラブ&ピース・バンド以上に、人々をひとつにした」と評している。

## 略歴
- 1981年10月、テニスを断念したラーズ・ウルリッヒがジェイムズ・ヘットフィールドを誘う形でメタリカを結成。
- 1982年、アメリカのインディーズ・ヘヴィメタル・レーベル「メタル・ブレイド・レコーズ」で製作されていたコンピレーション・アルバムの第一弾『Metal Massacre 1（メタル・マサカー1） 』に提供するために「 Hit The Lights - (邦題：ヒット・ザ・ライツ)」をレコーディング、その直後にデイヴ・ムステインが加入する。
  - 6月、『Metal Massacre 1』がリリースされる。
  - 数ヶ月後、オリジナル7曲入りのデモテープ『No Life 'Till Leather （ノー・ライフ・ティル・レザー）』を制作する。
  - バンド内における他メンバーからの扱いや役割の不均衡が、ロン・マクガヴニーの脱退を引き起こし、バンドは新たなベーシストを探すこととなる。
  - 12月、マクガヴニーに代わるベーシストとしてクリフ・バートンが加入。
- 1983年2月にサンフランシスコに拠点を移す。
  - 4月にデイヴ・ムステインが解雇され、エクソダスのギタリストであったカーク・ハメットが加入する。これと前後して既に日本でデビューしていたLOUDNESSの高崎晃へ、メタリカ側のスタッフから加入のオファーがあった。
  - 7月にインディーズ・レーベル、メガフォースよりアルバム『キル・エム・オール』でデビュー。
- 1984年初頭、ヴェノムのサポートとしてヨーロッパツアーを行う。
  - 6月に2作目のアルバム『ライド・ザ・ライトニング 』発表、年末より大規模な欧米ツアーを敢行。メジャー・レーベルエレクトラとの契約を獲得し、Qプライムとマネージメント契約を締結。
- 1985年8月、イギリス・ドニントンパークで開催されたモンスターズ・オブ・ロックに出演。
- 1986年3月、3作目のアルバム『メタル・マスター』発表（メジャーデビュー）、ビルボード29位にランクイン。50万枚以上の売り上げを記録し、メタリカ初のゴールド・ディスクを獲得する。
  - ダメージ・インク・ツアーでヨーロッパ巡業中の9月27日、スウェーデンでメンバーの乗ったバスのスリップ事故により、ベーシストのクリフ・バートンがバスの下敷きになり死亡。9月27日以降のツアーを急遽キャンセルし、メンバーはアメリカに帰国。10月7日の葬儀参列後、後任ベーシストのオーディションを行い、元フロットサム・アンド・ジェットサムのジェイソン・ニューステッドが加入。
- 1987年8月、影響を受けたバンドのカヴァー曲をレコーディングした『メタル・ガレージ』（EP）を発表。一時期は入手困難となっていたが、2018年にはオリジナル・フォーマットに準拠したリマスター盤が発売された。

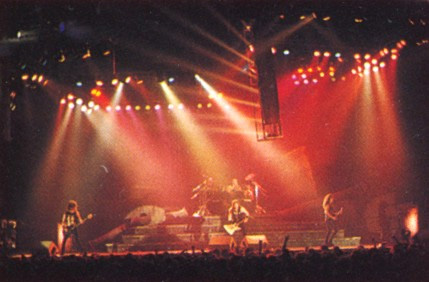
「Damaged Justice」ツアー

- 1988年9月、4作目のアルバム『メタル・ジャスティス』発表。「ワン」を収録し、映画『ジョニーは戦場へ行った』とのコラボレーションとなった初のミュージック・ビデオも発売され、アルバム プロモーションツアーでは、CDジャケットの石像が崩れ落ちる大仕掛けなセットであった。
- 1989年2月、グラミー賞ヘヴィメタル部門に「ワン」がノミネート。
- 1990年2月、グラミー賞ヘヴィメタル部門で「ワン」が受賞。グラミー賞授賞式においては、フォーマルスーツの慣例を無視して自然体のジーンズ姿で登場した。
  - 10月より、アルバム制作にとりかかる。
- 1991年8月、スラッシュメタルから完全に脱却した5作目のアルバム『メタリカ』（通称 Black Album (ブラック・アルバム)）を発表。全米初登場1位を4週連続獲得し、全世界で2000万枚を売り上げる。3年に亘る長期間のワールドツアーを終えた後、休養期間に入る。
- 1992年8月8日、ジェイムズが、ガンズ・アンド・ローゼズとのスタジアムツアーでのメタリカのステージで、"Fade to Black"のオープニングにおいてパイロテクニクスの事故が発生し、腕や顔などにII〜III度の大やけどを負う。事故後わずか17日でステージへと戻り、その後4週間、ライヴではジェイムズがヴォーカルのみを担当し、リズム・ギターをメタル・チャーチのギタリスト、ジョン・マーシャルが代行した。
- 1996年6月、6作目のアルバム『ロード』を発売し、全英・全米1位を記録。正統的なヘヴィメタル要素が大幅に減退した内容は賛否両論となった。
- 1997年11月、7作目のアルバム『リロード』発表。全米1位を記録。前作同様の路線にスレイヤーは「メタリカは死んだ」と発言。ただし、収録曲のほとんどは『ロード』のアウトテイクであり、2枚組で発売する案もあった。
- 1998年11月、カヴァー曲を集めたアルバム『ガレージ・インク』発表。
- 1999年11月、メタリカ本拠地のオーケストラ、サンフランシスコ交響楽団との競演ライヴアルバム『 S&M （邦題：シンフォニー&メタリカ）』発表。
- 2000年4月、ナップスターを相手取り、著作権侵害、デジタル音楽ソフトの違法使用及び不正組織防止条例の違反で訴えを起こす。
- 2001年1月、ジェイソン・ニューステッドが脱退。

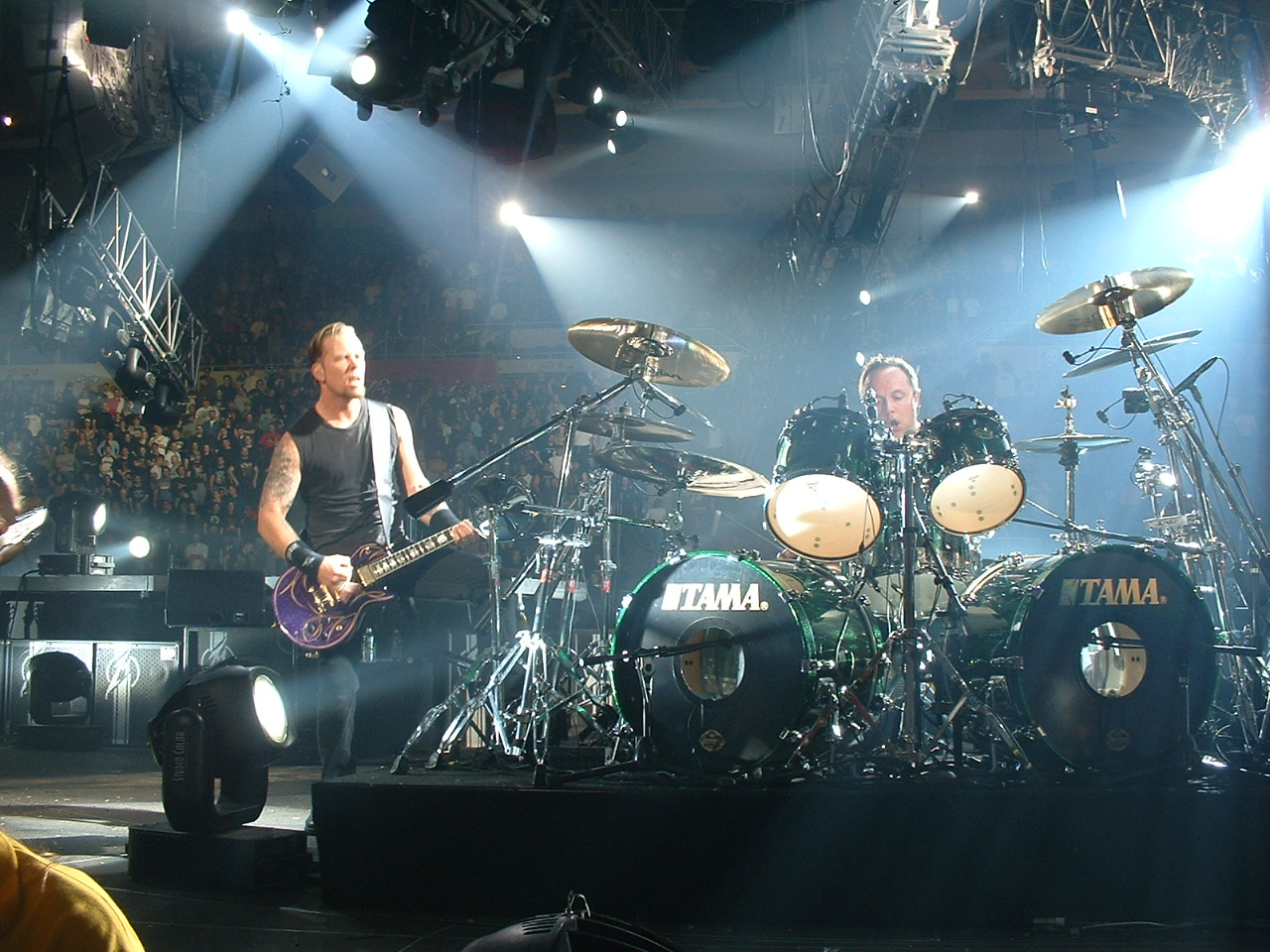
US.イリノイ公演 (2004年4月)

- 2003年2月、ニューステッドに代わるベーシストとしてロバート・トゥルヒーヨがオーディションにより加入。
  - 6月、8作目のアルバム『セイント・アンガー』発表。日本公演ではツアー前にキャンセル誤報があったものの、大成功を収めた。トゥルヒーヨの加入は、本作がほぼ完成した後であり、MTVアイコン・アワード（英語版）を受賞する際に加入が公表された。本作のベースはプロデューサーであるボブ・ロックが担当した。
- 2004年、『セイント・アンガー』が完成するまでの3年間に密着した（1600時間もの膨大なテープを編集した）映画『メタリカ：真実の瞬間』が製作され、日本では2005年7月より限られた劇場でのみ上映された。
- 2006年8月、千葉と大阪で開催された「SUMMER SONIC'06」へ参加。アルバム『メタル・マスター』の発表20周年を記念して、アルバム全曲を曲順通りに演奏し。演奏終了時にヴォーカルのヘットフィールドは「Master Of Puppets! Happy 20 years anniversary!」と咆哮、モニタ画面には故クリフ・バートンの遺影が映しだされた。
- 2006年12月、1989年から2004年までの間にリリースされた21曲のミュージック・ビデオを収録したDVD『ザ・ビデオズ 1989-2004』を発表。ビルボードビデオチャート3位を獲得。

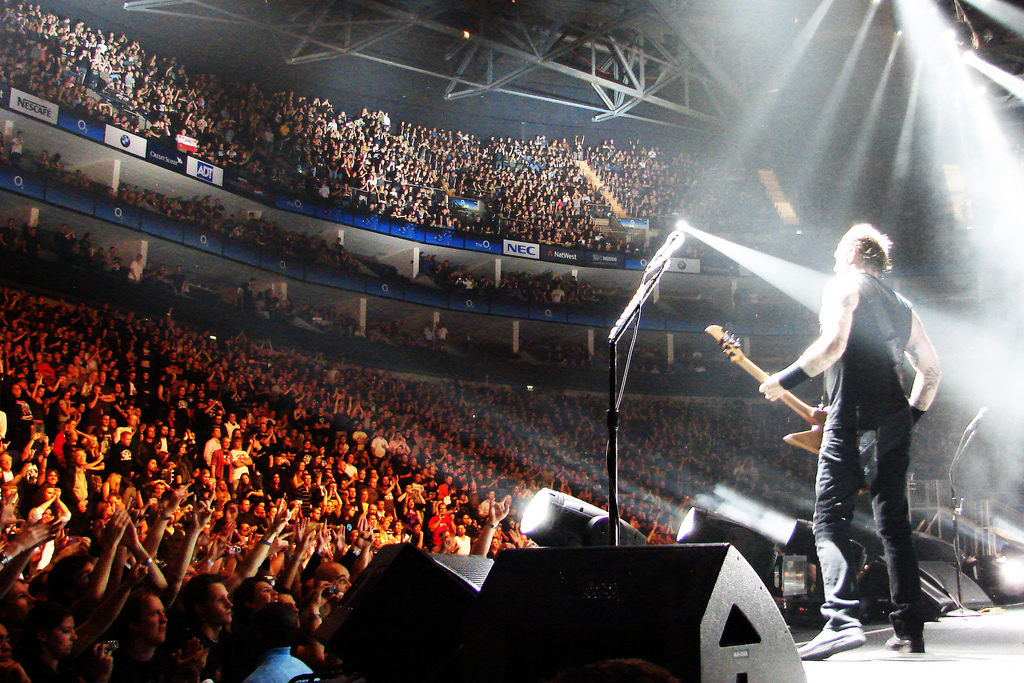
UK.ロンドンO2アリーナ公演 (2008年9月)

- 2008年9月、9作目のアルバム『デス・マグネティック』発表。リック・ルービンによるプロデュースで制作。世界25ヶ国でアルバムチャート1位、オリコン初登場3位を獲得。
- 2009年4月4日、オハイオ州クリーブランドでの授賞式にてロックの殿堂入り。スピーチは、ライブにゲスト出演するなどの親交を持つレッド・ホット・チリ・ペッパーズのフリーが務めた。ライブでは、ジェイソンも参加し、「メタル・マスター」「エンター・サンドマン」の2曲が演奏された。さらに初代ベーシストであるロン・マクガヴニーと、クリフ・バートンの両親、その他メンバーの親族150人も授賞式に参加[14]。元メンバーのデイヴ・ムステインは、メガデスとジューダス・プリーストとのヨーロッパ・ツアーで不参加であったが、受賞を祝福する声明を発表した。
- 2010年9月25日・26日に、さいたまスーパーアリーナにて4年ぶりの日本公演を行う。
- 2011年10月、ルー・リードとのコラボレーションアルバム『Lulu』発表。
- 2013年12月8日、米コカ・コーラ・ゼロのスポンサーの下、南極大陸（キングジョージ島）公演を行う[15]。翌2014年に、「1年で、7大陸全てでコンサートを行った唯一のバンド」として、ギネス世界記録に認定された[16]。
- 2014年1月、グラミー賞で中国のピアニスト、ラン・ランと最優秀ハード・ロック/メタル・パフォーマンス賞にノミネートされていたサウンドトラック・アルバム『Metallica Through The Never（メタリカ・スルー・ザ・ネヴァー）』から「ワン」を演奏。グラミー賞での演奏は、生中継が初めて行われた1991年以来23年振り。
- 2016年3月23日、『メタル・マスター』が全米録音資料登録簿の2016年度作品に登録される[17]。ヘヴィメタルの作品としては初の登録となる[18]。11月、10作目のアルバム『ハードワイアード…トゥ・セルフディストラクト』を発表。全米チャート1位を獲得[19]。
- 2019年8月14日、ルーマニア初となる小児がん専門病院の設立を目的とし、ルーマニアの医療インフラの整備を行っている団体Daruieste Viata Associationへ25万ユーロ（約3,000万円）を寄付した[20]。
- 2023年4月14日、11作目のアルバム『72シーズンズ』を発売。全米アルバムチャートで2位を記録し、全英チャートやその他世界15ヶ国で1位を獲得。アルバムが全英チャートで1位を獲得するのは、2008年の『デス・マグネティック』以来15年ぶり4作目となる[21][22]。

## メンバー

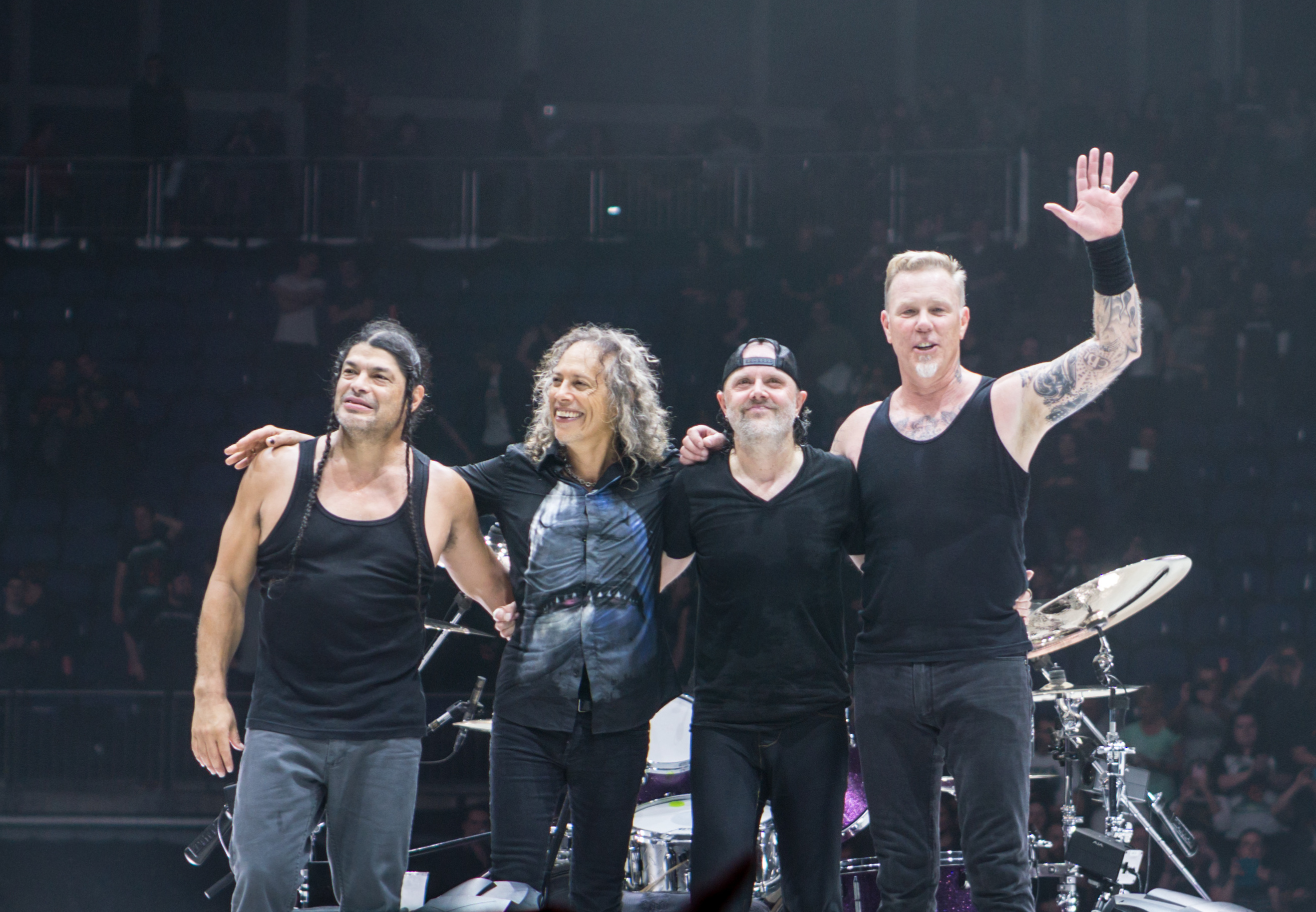
2017年のグループショット

- ジェイムズ・ヘットフィールド (James Hetfield, 1963年8月3日 - ) - ボーカル、リズム・ギター (1981- )
  - ロサンゼルス出身。メイン・ソングライター。

- カーク・ハメット (Kirk Hammett, 1962年11月18日 - ) - リード・ギター (1983- )
  - サンフランシスコ出身。主にリードギター担当。

- ロバート・トゥルヒーヨ (Robert Trujillo, 1964年10月23日 - ) - ベース (2003- )
  - サンタモニカ出身。オジー・オズボーン・バンドに参加していた。

- ラーズ・ウルリッヒ (Lars Ulrich, 1963年12月26日 - ) - ドラムス (1981- )
  - デンマーク出身。

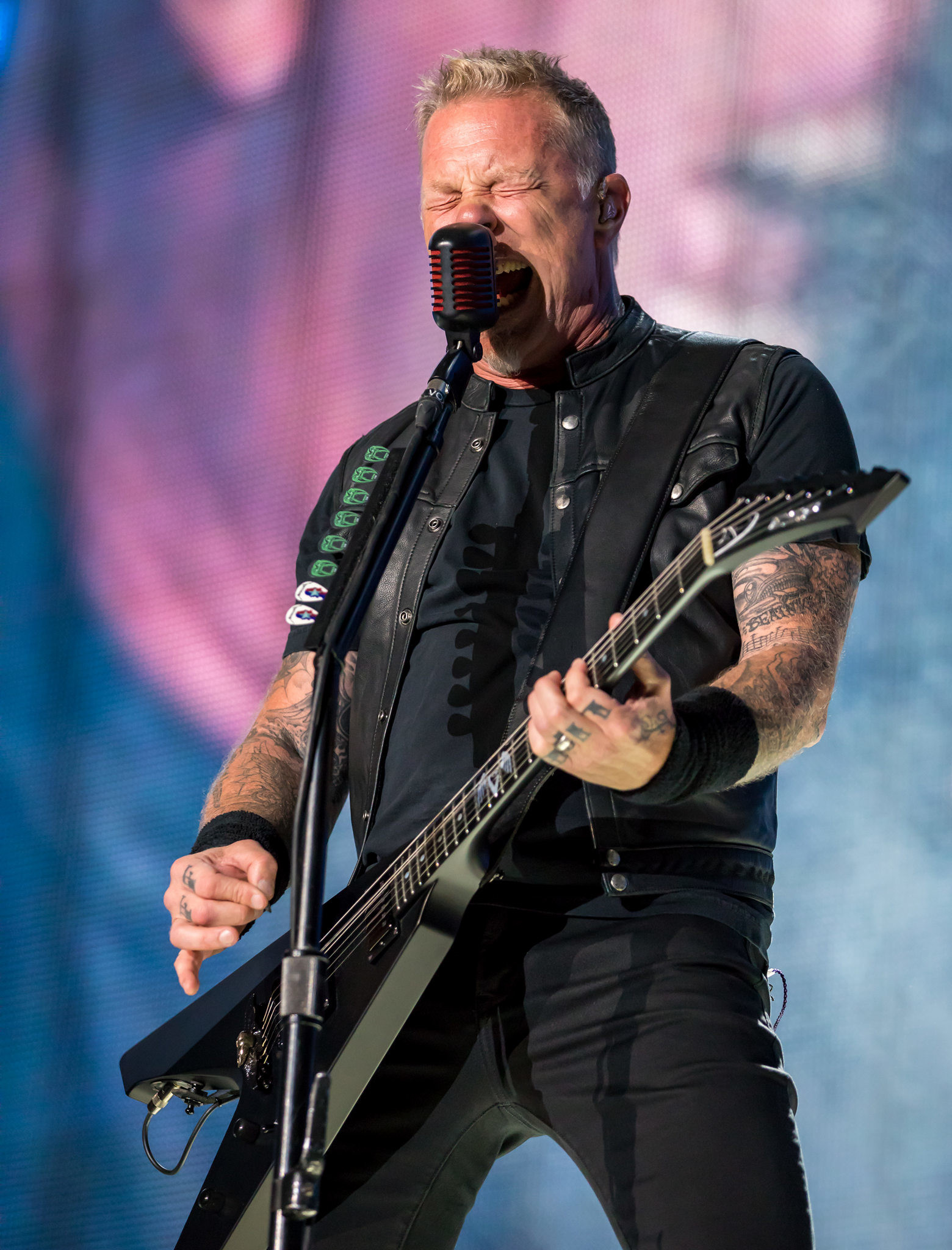
ジェイムズ・ヘットフィールド(Vo/G) 2017年
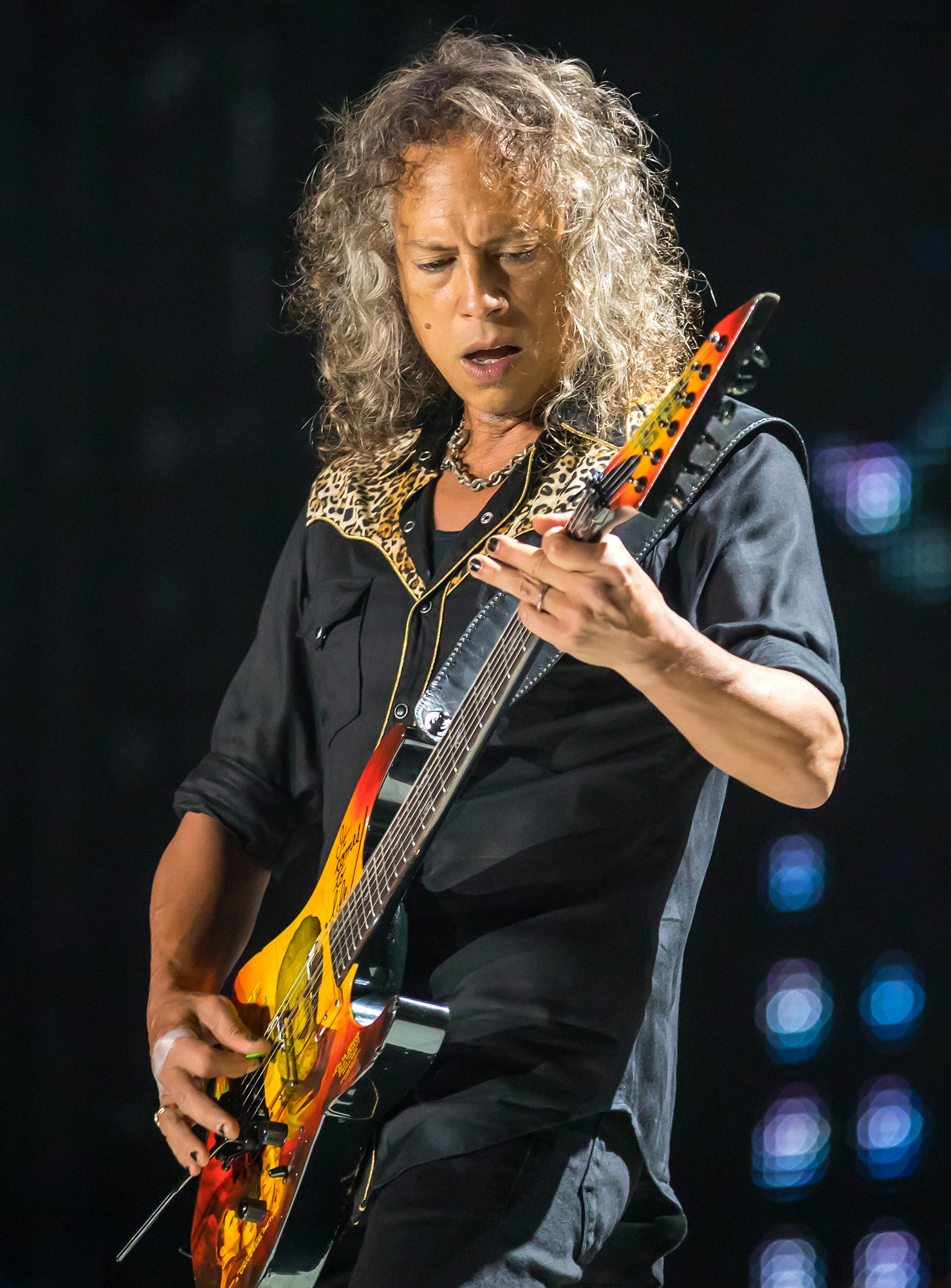
カーク・ハメット(G) 2017年
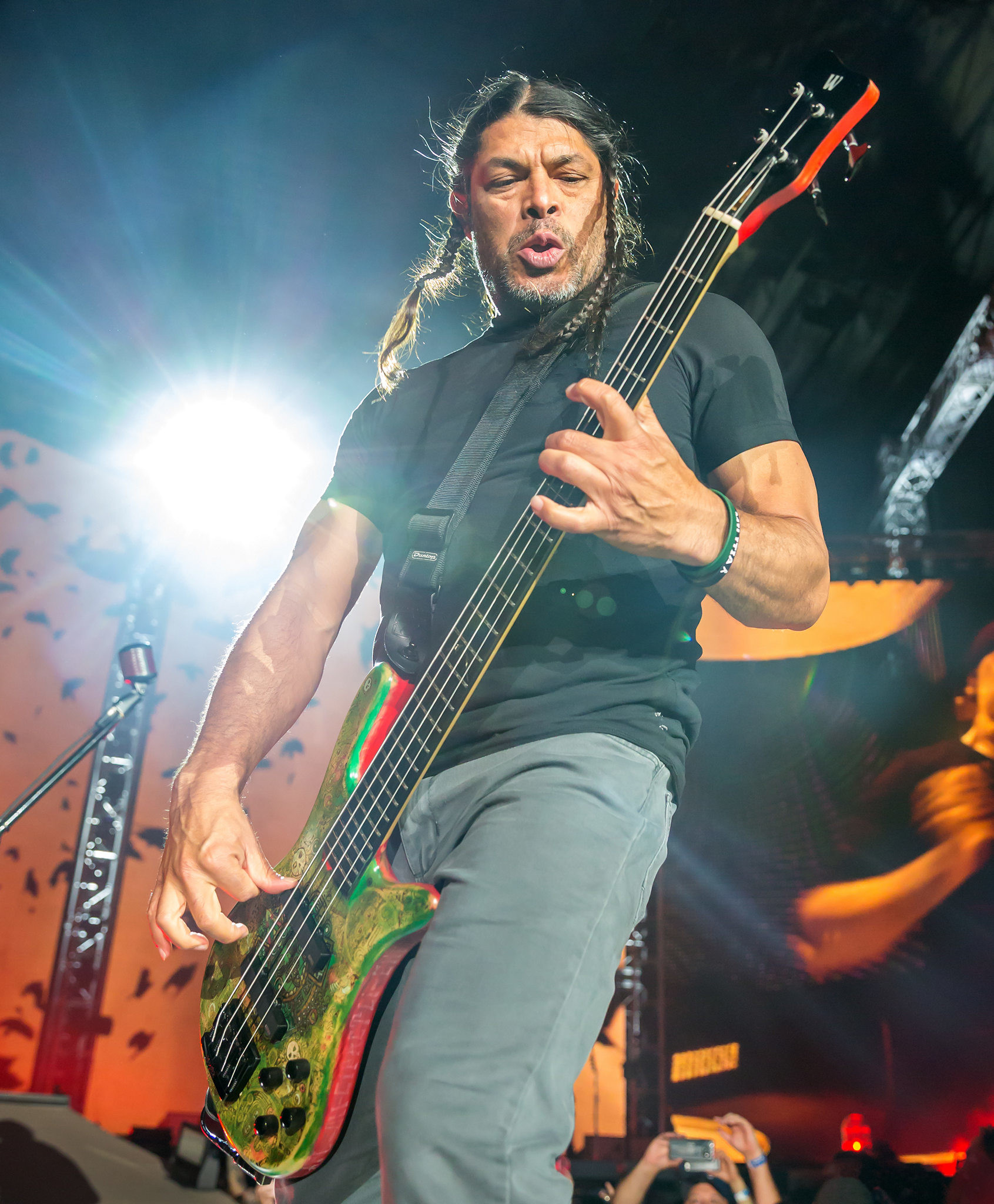
ロバート・トゥルヒーヨ(B) 2017年
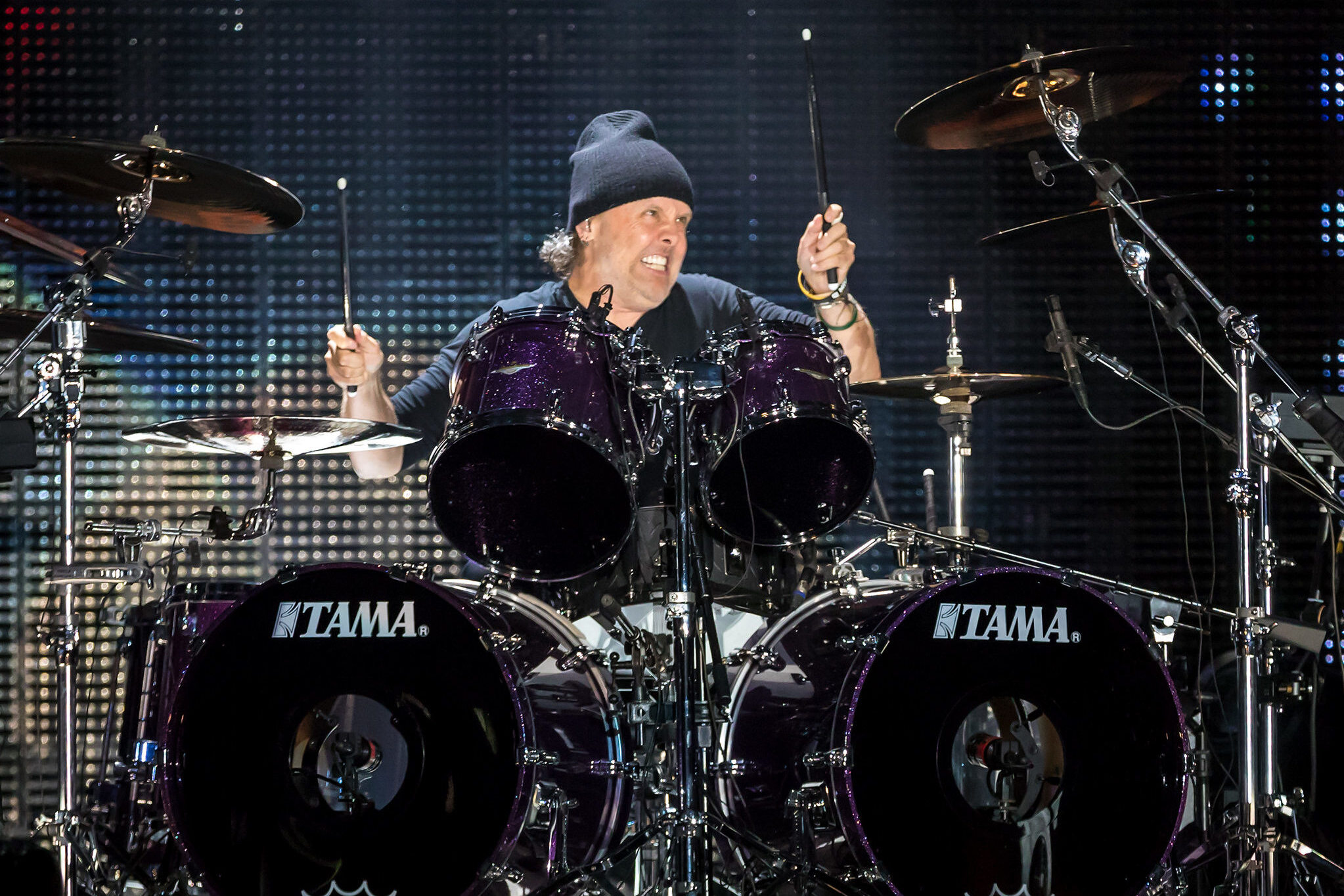
ラーズ・ウルリッヒ(Ds) 2017年

### 旧メンバー
- ロン・マクガヴニー (Ron McGovney, 1962年11月2日 - ) - ベース (1982)
  - ジェイムズの幼なじみであり、メタリカの初代ベーシスト。メタリカにおける自らの役割がメンバーではなく、ローディーとなっていった屈辱感に耐え切れず脱退した。

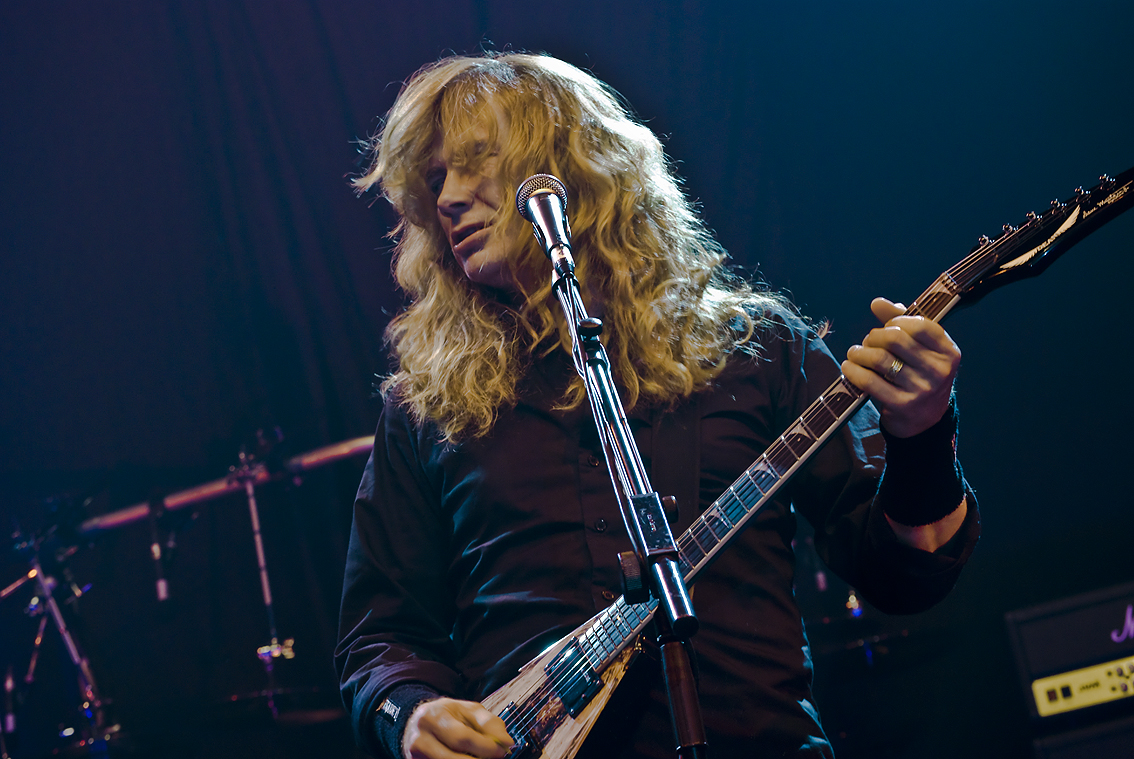
デイヴ・ムステイン (2009年)

- デイヴ・ムステイン (Dave Mustaine, 1961年9月13日 - ) - リードギター (1982-1983)
  - 同じくBIG 4と称されるメガデスのフロントマン兼ギター・ボーカル。メタリカ結成時のメンバーの一人であり、リード・ギタリスト及びメイン・ソングライターとして、初期メタリカの楽曲スタイルに多大な貢献をしたが、1stアルバムのレコーディング直前に解雇された。脱退時にムステインは自分の曲を使わないよう求めたが、1st・2ndにはムステインのクレジットされた楽曲が収録されている(例えば、メタリカの1st収録の“The Four Horsemen”とメガデスの1st収録の“Mechanix”は異名同曲であり、デモテープ“No Life Till Leather”に入っている“Mechanix”をオリジナルとする)。
  - メタリカ時代のエピソードとしては、ムステインvsジェイムズとロンの派手な喧嘩がよく語られる。ロンの車(ポンティアックGTO)をムステインの犬が引っ掻いたため、ジェイムズがその犬を蹴ったことから口論となり、ムステインは、ジェイムズの顔面を殴り、背後から飛びかかってきたロンを部屋の反対側まで投げ飛ばした。ムステイン、ジェイムズ、ラーズ、ロン、それぞれの言い分は若干異なるものの、この件によって、ムステインと他のメンバーとの間にあった軋轢が表面化し、ムステインの解雇へつながることとなった(出典『Mustaine: A Heavy Metal Memoir』It Books 2010年)。
  - 別れの際、ジェイムズは涙を流し、デイヴはバンドをクビになったことを親の死よりも辛い体験だったと語るなどから、お互いに辛い別れであり、止むを得ず解雇されたことが分かる（「メガデス ドキュメンタリー 狂気の旋律」より）。
  - この解雇により長年確執を抱いているとされていた両者だったが、2004年に公開されたメタリカのドキュメンタリー映画「Some Kind OF Monster」内で、ラーズとデイブが対面し過去の出来事を真摯に受け止める様子が記録されている。
  - そして2010年から2011年にかけて、BIG 4が一堂に会するライブツアー「The Big 4」が行われ、ついにメタリカとメガデスが同じステージ上で共演することとなった。さらにその後、メタリカ30周年を記念したライブで、ゲストギタリストとして出演。およそ30年ぶりにメタリカのメンバーとして共演を果たした。

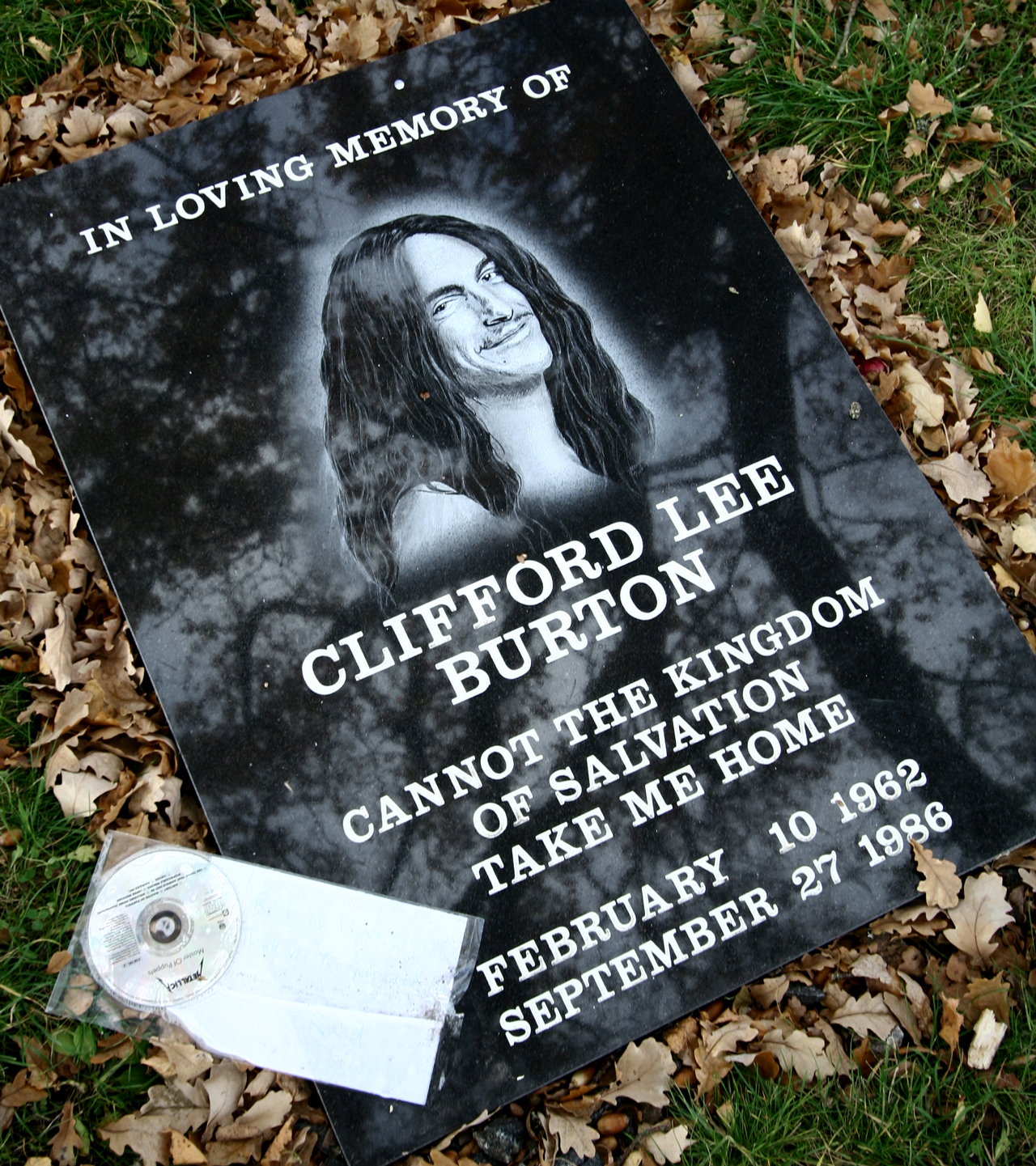
死没地スウェーデンにあるクリフの墓碑

- クリフ・バートン (Cliff Burton, 1962年2月10日 - 1986年9月27日) - ベース (1982-1986) RIP.1986
  - 1st〜3rdアルバムのベーシストであるが、1986年の事故死以来『伝説のベーシスト』としてカリスマ視されている。ベルボトムジーンズは、彼のトレードマークでもあった。メタリカ以前には、トゥラウマというバンドに在籍していた。
  - 初期メタリカの音楽性に大きな影響を与えたコンポーザーであり、その影響はクリフの手が入る前の1stアルバムと2nd〜3rdアルバムを聴けば判るとおり、最初期のスポンテニアスでややもすると平板だったサウンドに、叙情的ながら冷ややかなニュアンスやプログレッシブな構成美を導入させた。
  - また、ベースのジミヘンとも呼ばれる程、奇妙奇天烈かつアグレッシヴなプレイをする個性的なベーシストでもあった。
  - 1986年9月27日（現地時間）、スウェーデンをツアー中のバスが交通事故を起こし、クリフは不運にもバスの下敷きになり死亡する。そのときのエピソードとして、その日たまたまカークがクリフとベッドの位置をかけてカードをやり、クリフが勝ってベッドを交換、そして帰らぬ人となったのだと言う。後に初期メタリカアイテム、クリフ追悼ビデオ、「クリフに捧ぐ」（素材はライブをファンがカメラで撮影 [23]したものなどが採用され編集されている）が発売されている。
  - メンバーのラーズ・ウルリッヒは後年に「自己主張は強い方で、明確な意見を持っていた。グループにかなり影響力のある人物だった」と回想している[24]。

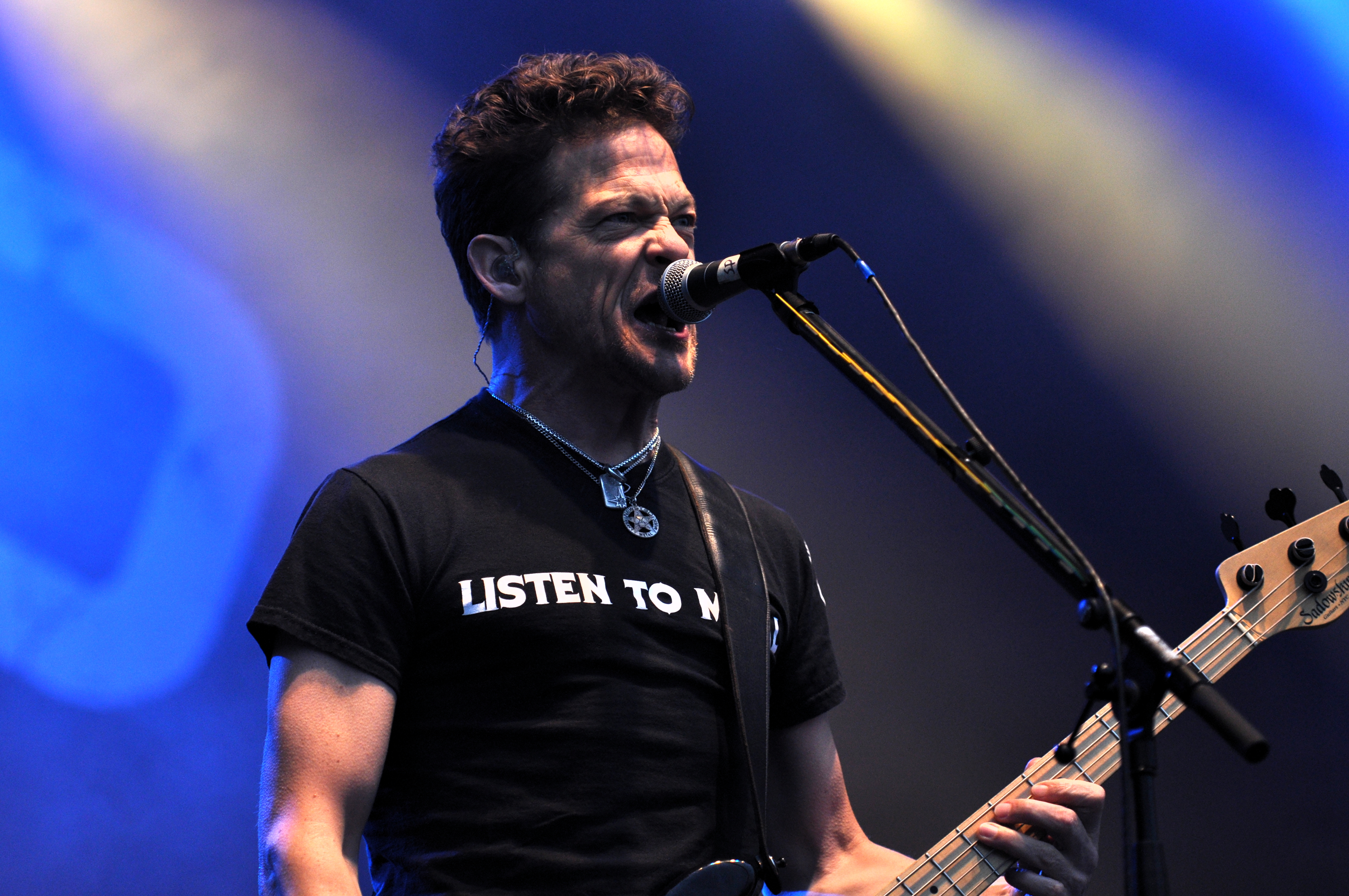
ジェイソン・ニューステッド (2013年)

- ジェイソン・ニューステッド (Jason Newsted, 1963年3月4日 - ) - ベース (1986-2001)
  - フロットサム・アンド・ジェットサムの元リーダー兼ベーシスト。ピック奏法をメインにハードながら堅実なプレイをこなす、クリフとは正反対のプレイスタイルだった。
  - クリフの死後にその穴を埋めるべく加入したが、加入が決まった際にメタリカの一員になれることに大変喜んだという。この様子がクリフの死の悲しみを拭えないメンバーから反感を買い、加入直後に制作されたアルバム「メタル・ジャスティス」に自身の演奏するベース・ギターパートを収録されない（実際のベース・パートはジェイムズが演奏、この要因については諸説ある）、自身のコンポジションがバンドに反映されない（在籍中に作曲者としてクレジットされたレパートリーはわずかに三曲のみであった）などの陰湿ないじめとも取れる冷遇を受けた。
  - 後にメンバーがそのことについて認め謝罪し和解したものの2001年、「自身のサイド・プロジェクトが認められなかったこと」を理由にメタリカを脱退。さらにジェイムズのアルコール依存症深刻化も重なり、バンドは一時活動休止を余儀なくされた。
  - 脱退後はエコーブレイン、オジー・オズボーンやヴォイヴォドなどで活躍し、現在は自身のバンド、ニューステッドを率いて活動している。
  - 2009年にはロックの殿堂入りにて現ベースのロバートを含めた5人のメンバーで「Master of Puppets」、「Enter Sandman」を演奏。これによりメタリカ史上初の新旧ベーシスト共演が実現した。その後も2011年に数日に渡って行われた30周年記念ライブにも登場し、5人のラインナップで数曲共演するなど現在の関係は良好である。

## ディスコグラフィ

### オリジナル・アルバム
- 『キル・エム・オール』 - Kill 'em All（1983年)
- 『ライド・ザ・ライトニング』 - Ride the Lightning（1984年)
- 『メタル・マスター』 - Master of Puppets（1986年)
- 『メタル・ジャスティス』 - ...And Justice for All（1988年)
- 『メタリカ』 - Metallica（1991年)
- 『ロード』 - Load（1996年)
- 『リロード』 - Reload（1997年)
- 『セイント・アンガー』 - St. Anger（2003年)
- 『デス・マグネティック』 - Death Magnetic（2008年)
- 『ハードワイアード…トゥ・セルフディストラクト』 - Hardwired... to Self-Destruct（2016年)
- 『72シーズンズ』 - 72 Seasons（2023年）

## 備考
1980年代のMTV黎明期にあって、4thアルバムまでビデオクリップ制作をしなかった。また、過激な音楽性であったため、大手ラジオ局でもほとんどエアプレイされなかったが、バンドを『ファンとの共同体』と位置づけ、ひたすらツアーを重ねることでファンのクチコミにより人気を獲得。コンサートの動員力も高く、1990年代の北米でのコンサート動員数で1位を記録する。また、大手マネージメントQプライムに10年以上マネージメントを任せてきたことも、成功に寄与している。

### ナップスター論争
2000年4月にナップスターおよび大学3校を相手取り、著作権侵害、デジタル音楽ソフトの違法使用及び不正組織防止条例の違反で訴えを起こす。「メタリカはBIGになって金の亡者となった」と非難を受ける一方、ミュージシャン側からは「メタリカの主張に賛同する」という動きが出るなど、一連の社会問題に発展。同年7月にナップスターの運営するウェブサイトに対して北カリフォルニア連邦地裁が閉鎖命令を下すものの、2001年2月にサンフランシスコ第9巡回区連邦控訴裁判所が北カリフォルニア連邦地裁の判決を覆し、サイトの継続を認める判決を下す。2001年7月に、メタリカとナップスターが双方歩み寄る形で決着。詳細は公表されなかった。なお、アル・ヤンコビックが2006年に『Don't Download This Song』という楽曲でこの論争に触れている。

## 日本公演

### 単独公演
- Damage Inc. Tour（1986年）
  - 11月15日 東京 渋谷公会堂
  - 11月17日 名古屋 愛知厚生年金会館
  - 11月18日 大阪 フェスティバルホール
  - 11月19日・20日 東京 中野サンプラザ
- Damaged Justice Tour（1989年）
  - 5月11日 川崎 川崎市教育文化会館
  - 5月13日・14日 東京 代々木第一体育館
  - 5月16日・17日 大阪 大阪厚生年金会館
  - 5月18日 名古屋 名古屋市公会堂
- Wherever We May Roam '91（1991年）
  - 12月31日 東京 東京ドーム
- Wherever We May Roam '93（1993年）
  - 3月16日・17日 東京 代々木第一体育館
  - 3月18日 横浜 横浜アリーナ
  - 3月21日 福岡 福岡サンパレス
  - 3月22日 大阪 大阪城ホール
  - 3月23日 名古屋 センチュリーホール
- Poor Re-Touring Me Tour（1998年）
  - 4月27日 横浜 横浜アリーナ
  - 4月29日 名古屋 レインボーホール
  - 4月30日 大阪 大阪城ホール
  - 5月02日 広島 広島サンプラザ
  - 5月03日 福岡 福岡国際センター
  - 5月06日・7日 東京 日本武道館
  - 5月08日 東京 代々木第一体育館
- Madly in Anger with the World Tour（2003年）
  - 11月06日・7日 東京 代々木第一体育館[注 1]
  - 11月09日 札幌 真駒内アイスアリーナ
  - 11月11日 埼玉 さいたまスーパーアリーナ
  - 11月13日 大阪 大阪城ホール
  - 11月14日 名古屋 レインボーホール
- World Magnetic Tour（2010年）
  - 9月25日・26日 埼玉 さいたまスーパーアリーナ

### フェス
- SUMMERSONIC 06（2006年）
  - 8月12日 千葉 千葉マリンスタジアム
  - 8月13日 大阪 大阪WTCオープンエアスタジアム
- SUMMERSONIC 2013（2013年）
  - 8月10日 千葉 千葉マリンスタジアム  MARINE STAGE
  - 8月11日 大阪 舞洲 OCEAN STAGE